# Мошоая
Мошоая (рум. Moșoaia) — село у повіті Арджеш в Румунії. Входить до складу комуни Мошоая.
Село розташоване на відстані 112 км на північний захід від Бухареста, 6 км на південний захід від Пітешть, 95 км на північний схід від Крайови, 111 км на південний захід від Брашова.

## Населення
За даними перепису населення 2002 року у селі проживали 1163 особи, усі — румуни. Усі жителі села рідною мовою назвали румунську.